# Queluz
För andra betydelser, se Queluz (olika betydelser).
Queluz är en stad i Sintra kommun i Portugal med 89 000 invånare. 
 Den fick sina stadsrättigheter den 24 juli 1997 genom lag 88/97.  Under 1700-talet bodde den portugisiska kungafamiljen i nationalpalatset i Queluz.
Platsen blev bebodd 4200 f.Kr. Från tiden för Kristus födelse fram till 1700-talet var Queluz platsen för prästerskapets och adelns hus och gårdar.

## Ortnamnet
Ortnamnet Queluz härstammar från det arabiska qa'al-luz, ”mandelträdens dal”.

## Sevärdheter
- Queluzpalatset (Palácio de Queluz), från 1700-talet, Portugals förnämsta rokokobyggnad [5]